# Горганы (заповедник)
Горга́ны (укр. Ґорґани) — природный заповедник, расположенный в западной части Надворнянского района Ивано-Франковской области Украины, у подножья горы Довбушанка. Создан в 1996 году. Площадь — 5344 га.

## История
12 сентября 1996 года был создан природный заповедник Горганы согласно указу Президента Украины, путём реорганизации Горганского заповедного лесничества, созданного в 1974 году.

## Описание
Заповедник был создан для сохранения реликтовой сосны кедровой европейской. Территория заповедника обладает типичным для района Горган морфологическим строением, растительным покровом и животным миром, где происходит возобновление биоразнообразия района.